# 北京南路街道
北京南路街道，是中华人民共和国新疆维吾尔自治区昌吉回族自治州昌吉市下辖的一个乡镇级行政单位。

## 行政区划
北京南路街道下辖以下地区：
五彩新城社区、油运基地社区、文化宫社区、丽苑社区、城建社区、地质村社区、毛纺厂社区、亚中社区、金融社区、光明社区、昌建社区、新科园社区和天方社区。